# Il Lungo Addio (gruppo musicale)
Il Lungo Addio è un progetto musicale italiano formatosi a Parigi nel 2010, che propone un folk pop cantautoriale dalle tinte scure e malinconiche. Il progetto è guidato dal cantautore Fabrizio Testa e si ispira all'atmosfera invernale della riviera romagnola.

## Storia

### 2010-2015: Gli esordi come progetto solista
Il Lungo Addio nasce a Parigi nel 2010, inizialmente come progetto individuale di Fabrizio Testa, che incide con questo nome alcuni demo per voce e chitarra acustica in cui musiche folk accompagnavano testi ispirati a Ernest Hemingway e alla costa romagnola durante il periodo invernale. Sono di questo periodo i primi concerti in quella Romagna che aveva ispirato il progetto, in cui Testa indossava una maschera da elefante, eseguendo brani come Cesenatico, Fino alla fine di Cervia, Pastis, Lungomare e Nascosto tra le foglie.. Sulla stessa linea è l'album autoprodotto d'esordio intitolato Disperate abitudini, uscito nel 2013, che vedeva per la prima volta l'utilizzo di una chitarra elettrica senza effetti, in brani spesso dal sapore pop italiano con venature maudit.
In questo periodo Fabrizio Testa conosce Mirko Spini a un concerto entrando così in contatto con la Wallace Records che già si era cimentata in progetti cantautoriali come quelli di Bugo o di Giovanni Succi, firmando così per l'album successivo intitolato Pinarella Blues (2014), ispirato all'omonimo balneare di Cervia che per Testa diventa luogo mitico della memoria, della giovinezza e di storie d’amore perdute, ripetendo la formula solistica e sonora fin qui adottata dall'autore.

### 2016-2021: Il Lungo Addio diventa una band
Nei primi anni alla Wallace Records, Fabrizio Testa stringe amicizia con le band e i musicisti dell'etichetta, agglomerando a sé un ensemble formato da Bruno Dorella (OvO, Bachi da pietra) alla batteria, Chet Martino (Ronin, Quasiviri, Pin Pin Sugar) al basso e Andrea Dolcino all'elettronica. Il Lungo Addio confeziona così l'album successivo che si intitolerà Fuori stagione (2016) e che verrà pubblicato dalla Wallace Records assieme alla svizzera Old Bicycle. Da sottolineare poi la partecipazione di Xabier Iriondo alla chitarra in Dancing, di Dany Greggio come seconda voce In tre su una uno e Mirio Cosottini alla tromba su le sei del mattino. Ne esce un album dai contenuti marcatamente più pop, che conserva al contempo quel gusto démodé tipico del progetto iniziale. È questo il periodo in cui Testa abbandona la maschera da elefante, creando concerti che mescolano musica e installazioni, per poi inaugurare il successivo tour italiano all'Hana-Bi di Marina di Ravenna.
Nel 2018 Il Lungo Addio entrò in studio di registrazione con la produzione artistica di Luca Ciffo dei Fuzz Orchestra e una band tutta rinnovata che vedeva Paolo Mongardi (Fuzz Orchestra, Zeus!) alla batteria, Francesca Amati (Amycanbe, Comaneci) ai cori, Paolo Soldati al sax e il jazzista Sergio Montemagno alla tromba, confezionando così l'album Tutti nuotammo a stento uscito per la Tropico Records, e tra gli ospiti anche il bluesman Maurizio Glielmo, già collaboratore di Davide Van De Sfroos. L'album, composto da sonorità tra folk contemporaneo e lo-fi, venne anche inserito da Rumore nella lista dei migliori 50 dischi dell'anno. Il tour che ne seguì vedeva però una formazione tutta diversa, composta da Fabrizio Testa (chitarra e voce), Luca Ciffo (basso e cori), Fabrizio Carriero (batteria) e Sergio Montemagno (tromba), trovando anche una stabilità nella formazione che durerà negli anni a venire. Nel dicembre dello stesso anno uscì il nuovo singolo Riviera New Wave che vedeva la produzione artistica di Luca Ciffo e Stefano Giungato. Il videoclip del brano fu presentato in anteprima nel sito della rivista Rumore.
Nel 2020, sempre con lo stesso quartetto, Il Lungo Addio pubblica nello stesso anno Estate violenta (Tropico Records, 2020), muovendosi "tra citazioni cinematografiche anni 60-70 (il titolo legato al cinema italiano di genere e le parole rubate di Enrico Maria Salerno), con una svolta pop-rock malinconica fatta di sottile ironia e disincanto".
A ottobre 2022 è uscito il nuovo Tropico Romagnolo (Wallace Records). La novità rispetto ai dischi precedenti è l'utilizzo delle tastiere e dei synth al posto delle chitarre che in questo disco scompaiono. I brani sono più lunghi, con accenni progressive, e i testi si fanno più scarni rispetto alle storie raccontante in passato. Nel 2024 esce ADRIATICO (Tropico Records) è c'è un nuovo cambio di registro con musiche realizzate esclusivamente con synth. I testi sempre più criptici e minimali e una grossa abbondanza di percussioni tribali. Le musiche sono un mix di kraut rock e new wave per quello che pare essere il capitolo finale della band. 

## Formazione

### 2016
- Fabrizio Testa - voce, chitarra
- Bruno Dorella - batteria
- Chet Martino - basso
- Andrea Dolcino - elettronica[non chiaro]
- Xabier Iriondo - chitarra
- Dany Greggio - voce
- Mirio Cosottini - tromba

### 2018
- Fabrizio Testa - voce, chitarra
- Paolo Mongardi - batteria
- Francesca Amati - cori
- Paolo Soldati - sassofono
- Sergio Montemagno - tromba
- Maurizio Glielmo - chitarra dobro

### 2019-2025
- Fabrizio Testa - voce, chitarra, synth
- Luca Ciffo - basso, cori
- Fabrizio Carriero - batteria, synth
- Sergio Montemagno - tromba
- Luca Olivieri - tastiere, synth
- Xabier Iriondo - Mahai Metak (cordofono)

## Discografia

### Album in studio
- 2013 – Disperate abitudini
- 2014 – Pinarella Blues
- 2016 – Fuori stagione
- 2018 – Tutti nuotammo a stento
- 2020 – Estate violenta
- 2022 – Tropico Romagnolo
- 2024 – Adriatico

### Singoli
- 2018 – Riviera New Wave